# Salmeschiniaka
Salmeschiniaka oder Salmeschoiniaka (altgriechisch Σαλμεσχ(ο)ινιακά) bezeichnet einen hermetisch-astrologischen Text oder Textkorpus. Gegenstand sind die 72 Pentaden, also die Einteilungen jedes Tierkreiszeichens in Gradabschnitte zu je 5°. 
Franz Boll und Wilhelm Gundel datieren die Salmeschiniaka in das 3. Jahrhundert v. Chr. und damit an die Anfänge der hellenistisch-ägyptischen astrologischen Tradition, noch älter als die halb sagenhaften Schriften von Petosiris und Nechepso. Insofern sind die Salmeschiniaka auch von Bedeutung, da sie den Wurzeln der hellenistischen Astrologie nahestehen. Von nachhaltiger Wirkung waren sie nicht, da sich das System der 36 Dekane bzw. der 12 Tierkreiszeichen durchsetzte und nicht das der 72 Pentaden.

## Inhalt
Was den konkreten Inhalt der Salmeschiniaka betrifft, so identifiziert Gundel eines der in Oxyrhynchus gefundenen Papyrus-Fragmente als deren Teil, auch wenn der Name nicht explizit genannt wird. Hier ein sich Gundel zufolge auf Neby, den Gott der 2. Pentade des Wassermanns, beziehende Stelle vom Anfang des Fragments:

„Dem Wassermann gehört der Monat Pharmouthi von 16 bis 20. Der mächtige von ihm, sein Name ist Neby, zeigt an und sagt, daß dieser ist der Herr der Kriege und des Wortes. Seine Gestalt ist ein aufrecht stehendes Standbild, mit dem Gesicht eines Geiers und mit einer Königskrone auf dem Kopf, nach hinten hat er das Gesicht einer Schlange; er hat zwei Flügel, Füße eines Löwen, der vier Schwerter (Messer) hält. Die Gesichter sind von Gold. Er offenbart, daß der Führende an Schlimmes irgendwie denken wird, es wird sein Krieg, Unannehmlichkeit, Schlacht, und es wird einer sein, der sich mit den Volksmassen gemeinsam bespricht wie ein Freund. Es wird unter der Herrschaft desselben einen Abtrünnigen geben, und Krieg wird sein, und viele Städte Ägyptens werden zugrunde gehen und zwar durch die Schuld dieses Abtrünnigen. Denn die Kennzeichen dieser Zeit sind die des Krieges und der Unannehmlichkeit; Schlacht und (vieler) Untergang wird sein.“

Und später, über eine andere Pentadengottheit:

„Dieser bewirkt auch, daß Zwerge geboren werden, Mißgeburten gleichgestaltet einem Krebse, einen, der keine Augen hat, einem Vieh ähnliche, mit schweren Zungen, taube, stumme und bewirkt in Beziehung auf die Gebrechen der Männer, daß sie heimlich widernatürliche Unzucht treiben und außerdem offenkundige Päderasten.“

Wenn dergleichen unerwünscht war, so enthielt der Text offenbar auch die jeweils passenden Zauberrezepte zum Abwenden von Unannehmlichkeiten.

## Etymologie
Die Etymologie und Deutung des Namens Salmeschiniaka bleibt unklar und in der Literatur umstritten. Sowohl babylonische, als auch griechische und ägyptische Wurzeln wurden vorgeschlagen mit jeweils stark voneinander abweichenden Deutungen. Zuletzt hat Anastasios Akridas 2021 einen Vorschlag veröffentlicht, demzufolge sich Σαλμεσχοινιακά sich aus drei Teilen zusammensetzt, nämlich 
- Σαλμε, eine griechische Umschrift des babylonisch-semitischen Wortes ṣalmu mit der Bedeutung „Bild“,
- σχοῖνος oder σχῖνος, ein griechisches Wort mit Konnotationen in den Bereichen Längenmessung und Schreibmaterialien, und
- dem Suffix -ιακά -iaka, das ausdrückt, dass das abgeleitete Wort von der Art der Wurzel ist oder dazu gehört.

Akridas behauptet nun, die Bedeutung von Salmeschiniaka sei daher in etwa „(Längen-)Messung der (Götter-)Bilder“ und was dazu gehört, wobei er eine Verbindung mit mystischen Konzepten ähnlich dem Schiur Komah vermutet, der kabbalistischen Spekulation über die Körpermaße Gottes.